# Félix-Marie de Neckere
Félix-Marie de Neckere est un prélat et diplomate belge, né le 5 avril 1824 à Ypres et mort le 30 janvier 1903 à Rome.

## Biographie
Félix de Neckere est le fils de Joseph Ghislain de Neckere et le petit-fils de François de Coninck.
Religieux, il est chanoine honoraire du chapitre de la cathédrale Saint-Sauveur et de Saint-Donat de Bruges, chanoine de la basilique Saint-Jean-de-Latran, archevêque titulaire de Mélitène (de) en 1875, prélat domestique du Pape, recteur au collège de Saint-Julien-des-Flamands à Rome. 

## Distinctions
- Commandeur de l'ordre de François-Joseph
- Commandeur de l'ordre de l'Aigle de Prusse
- Grand-cordon de l'ordre du Siam

## Publications
- Correspondance de Mgr F. de Neckere recteur de San Giuliano à Rome de 1851 à 1903 (2001)

## Sources
- Nicolas Huyghebaert, La Diplomatie occulte de Mgr Felix-Marie de Neckere, Recteur de l'Hospice Saint-Julien à Rome, 1980.